# Vortex (film)
Vortex – francuski dramat filmowy z 2021 roku w reżyserii Gaspara Noé. W głównych rolach występują: Dario Argento, Françoise Lebrun i Alex Lutz. Premiera filmu odbyła się na 74. MFF w Cannes.

## Fabuła
Film opowiada historię starego małżeństwa - zasłużonego znawcy kina i byłej doktor psychiatrii. Para z racji wieku i chorób, w tym demencji małżonki, zaczyna oddalać się od siebie i stopniowo traci kontakt z rzeczywistością. Mąż nie dopuszczając do siebie informacji o stanie żony próbuje skupić się na dokończeniu kolejnej książki o kinematografii.

## Obsada
- Dario Argento jako On
- Françoise Lebrun jako Ona
- Alex Lutz jako Stéphane
- Kylian Dheret jako Kiki
- Corinne Bruand jako Claire
- Kamel Benchemekh jako sprzedawca w sklepie spożywczym
- Joël Clabault jako sąsiad[1]